# Carina Wolff-Brandt
Carina Wolff-Brandt, född 1960, är en finlandssvensk författare och förläggare, bosatt i Helsingfors.

## Författarskap
Carina Wolff-Brandt debuterade som författare med en skärgårdshistorik 1992 och kom ut med sin första barnbok, Allt kan hända hos Johanssons, år 1997. Wolff-Brandt fick sitt genombrott år 2001 med skärgårdsdokumentärboken Strandsatta - Kvinnoöden från Finska viken till Ishavet.   Boken är en stilbildande dokumentär klassiker, som blev en storsäljare. .  Förlaget, som skulle publicera boken, drog sig i slutskedet ur projektet.  Wolff-Brandt grundade sitt eget förlag Vingpennan, som är ett oberoende finländskt förlag, som i främsta hand ger ut böcker skrivna av förlagets ägare. Vingpennan distribuerar böcker via bokhandeln, internet och genom direktförsäljning till olika målgrupper. Wolff-Brandt har hittills gett ut åtta barnböcker, en dokumentär och en handbok. 
Flera av Carina Wolff-Brandts barnböcker används i skolor runtom i Finland. Hon är en populär föreläsare i Svenskfinland och har sedan barnboksdebuten besökt minst 150 olika lågstadieskolor från Lovisa i öster till Karleby i Österbotten. Hon har varit inbjuden till Barnens Litteraturdagar i Mariehamn  fyra gånger, och har därför också besökt alla skolor på Åland flera gånger.

## Priser och utmärkelser
- 2000 - Svenska litteratursällskapets litteraturpris för boken Johanssons och Silverligan[4][1]